# Patiria chilensis
Patiria chilensis är en sjöstjärneart som beskrevs av Addison Emery Verrill 1870. Patiria chilensis ingår i släktet Patiria och familjen Asterinidae. Inga underarter finns listade i Catalogue of Life.